# Leah Brown Allen
Leah Brown Allen (Providence, Rhode Island; 6 de noviembre de 1884 - febrero de 1973) fue una astrónoma estadounidense, profesora de astronomía en el Hood College.

## Semblanza
Allen se educó hasta 1902 en la pequeña escuela de Hope Street en la localidad de Woonsocket (Rhode Island). Entre 1904 y 1906 realizó un trabajo especial en la Universidad de Brown sobre astronomía bajo la tutela del profesor Winslow Upton, y en 1908 se unió al Observatorio Lick como asistente del programa de observaciones patrocinado por el Instituto Carnegie. Obtuvo una maestría en el Wellesley College de Boston en 1912.
En 1928 inició su labor como docente del Hood College de Frederick (Maryland), donde desarrollaría el resto de su carrera como profesora de astronomía.

## Publicaciones
- "A study of the peculiar spectrum of the star Eta Centauri" (Tesis de Graduación, 1912)[5]
- The radial velocities of twenty southern variable stars of class Me ; A study of the changes in the spectrum of T Centauri (Lick Observatory bulletin) University of California Press (1925)[6]

## Reconocimientos
- American Astronomical Society[7]
- AAVSO. Miembro fundador.[8]

## Premios nombrados en su honor
- Premio Leah B. Allen  para la Excelencia en Matemática y Ciencia, del Hood College.
- Premio Leah B. Allen en Astronomía, del Hood College.

## Lecturas relacionadas
- Annie Jump Cannon.[9]
- William F. Meggers.[10]